# Oszkár Nagy
Oszkár Nagy (n. 11 septembrie 1893, Pecica, Austro-Ungaria – d. 1 martie 1965, Baia Mare, România) a fost un pictor și grafician român de origine maghiară.

## Biografie
Oszkár Nagy a studiat la Baia Mare în 1912, apoi între 1913 și 1915 a urmat Colegiul de Arte Plastice din Ungaria, unde a fost elev al lui Károly Ferenczy. S-a înrolat în armată pe frontul italian în timpul Primului Război Mondial și a fost capturat în Italia în 1917. S-a întors acasă la Arad în 1919, apoi a lucrat la colonia de artiști din Szolnok cu Adolf Fényes, iar în 1920 la colonia de artiști din Kecskemét cu Béla Iványi-Grünwald. Între 1920 și 1922 a plecat în Italia cu o bursă acordată de la Ministerul Culturii din România. Ulterior a trăit și a lucrat în Baia Mare timp de patru decenii. La începutul anilor 1920 în Baia Sprie, aproape de Baia Mare a vrut să fondeze o colonie de artiști. Din 1922 a apărut în expoziții personale la Satu Mare, Oradea și Timișoara. În 1993, a avut loc o expoziție a operei sale la Cluj și la Galeria Miskolc. Lucrările sale sunt în mare parte compoziții figurative (în principal teme miniere), interioare, naturi moarte și peisaje din Baia Mare.

## Expoziții
- 1922 • Comerț de artă nud, Satu Mare
- 1930 • Clubul de Jurnalism, Satu Mare [cu Laura Mándy]
- 1936 • Hotel Carlton, Timișoara
- 1940 • Sala de sticlă a Primăriei Județene, Cluj
- 1942 • Biblioteca Universitară, Cluj
- 1944 • Chioșcul Széchenyi tér, Oradea
- 1980 • Galeria timpului nostru, Cluj
- 1993 • Galeria Miskolc, Miskolc